# Paradise (álbum de Lana Del Rey)
Paradise es el tercer extended play de la cantante estadounidense Lana Del Rey. El EP salió a la venta en el Reino Unido el 12 de noviembre de 2012, y mundialmente el 13 de noviembre bajo el sello Interscope/Polydor/Stranger/Universal Music. Las 9 canciones que componen el disco estarán disponibles a la venta física y digitalmente. El disco vendrá también en una edición deluxe de dos discos, uno con todas las canciones de álbum debut Born To Die y un segundo disco con Paradise.
El primer sencillo del EP es Ride, una balada pop downtempo. Un cover de la canción Blue Velvet y la canción original Burning Desire son los sencillos promocionales del disco. El álbum debutó en el puesto 10 del Billboard 200 con 67 000 copias vendidas en su primera semana. Hasta abril de 2014, había vendido 332 mil copias en los Estados Unidos.

## Antecedentes
En una entrevista con RTVE el 15 de junio de 2012, Del Rey anunció que estaba trabajando en un nuevo álbum para noviembre, el cual ya había escrito cinco canciones, nombrando tres de ellas: «Young and Beautiful», «Gods And Monsters» y «Body Electric». En una entrevista con Tim Blackwell para Nova FM en Melbourne, Australia, Lana dijo que su próximo trabajo no sería un nuevo álbum de estudio, sería más un EP, al cual describió como la Edición paraíso de Born To Die. El álbum ya está para preventa ofreciendo una inmediata descarga de una canción extra, «Burning Desire». Las nueve canciones estarán disponibles en CD y Disco de vinilo titulado Paradise, y en una versión especial de dos discos incluyendo Born To Die, un disco de remixes, un DVD con siete videos, y un disco de vinilo de 7" de «Blue Velvet».

## Promoción
En el día de lanzamiento de «Ride», Del Rey subió a su cuenta de YouTube un video con adelantos de las canciones de The Paradise Edition y escenas inéditas del vídeo para Summertime Sadness. Para promocionar el álbum, dos sencillos promocionales fueron lanzados, una versión de Blue Velvet que se usa para promocionar la campaña de otoño e invierno de la marca de ropas H&M, y «Burning Desire», como promoción del automóvil deportivo Jaguar F-Type.

## Lista de canciones
| N.º | Título            | Duración |  |
| 1.  | «Ride»            | 4:49     |  |
| 2.  | «American»        | 4:08     |  |
| 3.  | «Cola»            | 4:20     |  |
| 4.  | «Body Electric»   | 3:53     |  |
| 5.  | «Blue Velvet»     | 2:38     |  |
| 6.  | «Gods & Monsters» | 3:57     |  |
| 7.  | «Yayo»            | 5:21     |  |
| 8.  | «Bel Air»         | 3:57     |  |

| Pista adicional de iTunes |                  |          |  |
| N.º                       | Título           | Duración |  |
| 9.                        | «Burning Desire» | 3:51     |  |